# San Ignacio, Silao de la Victoria
San Ignacio är en ort i Mexiko.   Den ligger i kommunen Silao de la Victoria och delstaten Guanajuato, i den centrala delen av landet, 280 km nordväst om huvudstaden Mexico City. San Ignacio ligger 1 803 meter över havet och antalet invånare är 557.
Terrängen runt San Ignacio är huvudsakligen platt, men norrut är den kuperad. Runt San Ignacio är det ganska tätbefolkat, med 207 invånare per kvadratkilometer. Närmaste större samhälle är Guanajuato, 15,5 km nordost om San Ignacio. Trakten runt San Ignacio består till största delen av jordbruksmark.